# Soizy-aux-Bois
Soizy-aux-Bois es una comuna francesa situada en el departamento de Marne, en la región de Gran Este.

## Demografía
| 127 | 110 | 97 | 123 | 136 | 123 | 191 |
| Para los censos de 1962 a 1999 la población legal corresponde a la población sin duplicidades (Fuente: INSEE [Consultar]) |     |    |     |     |     |     |